# Stenidiocerus poecilus
Stenidiocerus poecilus är en insektsart som först beskrevs av Herrich-Schäffer 1835.  Stenidiocerus poecilus ingår i släktet Stenidiocerus, och familjen dvärgstritar. Enligt den finländska rödlistan är arten nära hotad i Finland. Arten är reproducerande i Sverige. Artens livsmiljö är parker, gårdsplaner och trädgårdar.